# Tour du Haut-Var 2019
Il Tour du Haut-Var 2019, ufficialmente Tour Cycliste International du Haut-Var, cinquantunesima edizione della corsa, valida come prova dell'UCI Europe Tour 2019 categoria 2.1, si svolse in tre tappe dal 22 al 24 febbraio 2019 su un percorso totale di 491,9 km con partenza da Vence ed arrivo a Monte Faron, in Francia. La vittoria fu appannaggio del francese Thibaut Pinot, che completò il percorso in 12h39'44", alla media di 38,847 km/h, precedendo il connazionale Romain Bardet e il britannico Hugh Carthy.
Sul traguardo di Monte Faron 102 ciclisti, su 133 partiti da Vence, portarono a termine la competizione.

## Tappe
| Tappa  | Data        | Percorso                          | km    | Vincitore di tappa | Leader cl. generale |
| ------ | ----------- | --------------------------------- | ----- | ------------------ | ------------------- |
| 1ª     | 22 febbraio | Vence > Mandelieu-la-Napoule      | 154,5 | Sep Vanmarcke      | Sep Vanmarcke       |
| 2ª     | 23 febbraio | Le Cannet-des-Maures > Mons       | 201,4 | Giulio Ciccone     | Giulio Ciccone      |
| 3ª     | 24 febbraio | La Londe-les-Maures > Monte Faron | 136   | Thibaut Pinot      | Thibaut Pinot       |
| Totale | Totale      | Totale                            | 491,9 |                    |                     |

## Squadre e corridori partecipanti
| N.    | Cod. | Squadra                  |
| ----- | ---- | ------------------------ |
| 1-7   | TDE  | Direct Énergie           |
| 11-17 | GFC  | Groupama-FDJ             |
| 21-27 | ALM  | AG2R La Mondiale         |
| 31-37 | TFS  | Trek-Segafredo           |
| 41-47 | EFD  | EF Education First       |
| 51-57 | WVA  | Wallonie Bruxelles       |
| 61-67 | VCB  | Vital Concept-B&B Hotels |
| 71-77 | BBH  | Burgos-BH                |
| 81-87 | COF  | Cofidis                  |

| N.      | Cod. | Squadra                      |
| ------- | ---- | ---------------------------- |
| 91-97   | ANS  | Androni Giocattoli-Sidermec  |
| 101-107 | PCB  | Team Arkéa-Samsic            |
| 111-117 | RIW  | Riwal Readynez Cycling Team  |
| 121-127 | ICA  | Israel Cycling Academy       |
| 131-137 | DMP  | Delko Marseille Provence     |
| 141-147 | EUS  | Euskadi-Murias               |
| 151-157 | NRL  | Natura4Ever-Roubaix Lille M. |
| 161-167 | CCS  | Sovac                        |
| 171-177 | AUB  | St Michel-Auber 93           |

## Dettagli delle tappe

### 1ª tappa
- 22 febbraio: Vence > Mandelieu-la-Napoule - 154,5 km

Risultati
| Pos. | Corridore       | Squadra | Tempo    |
| ---- | --------------- | ------- | -------- |
| 1    | Sep Vanmarcke   | EF      | 4h00'22" |
| 2    | Julien El Fares | Delko   | s.t.     |
| 3    | Giulio Ciccone  | Trek    | s.t.     |

| Pos. | Corridore       | Squadra | Tempo    |
| ---- | --------------- | ------- | -------- |
| 1    | Sep Vanmarcke   | EF      | 4h00'22" |
| 2    | Julien El Fares | Delko   | s.t.     |
| 3    | Giulio Ciccone  | Trek    | s.t.     |

### 2ª tappa
- 23 febbraio: Le Cannet-des-Maures > Mons - 201,4 km

Risultati
| Pos. | Corridore      | Squadra  | Tempo    |
| ---- | -------------- | -------- | -------- |
| 1    | Giulio Ciccone | Trek     | 5h19'30" |
| 2    | Thibaut Pinot  | Groupama | s.t.     |
| 3    | Romain Bardet  | AG2R     | s.t.     |

| Pos. | Corridore       | Squadra  | Tempo    |
| ---- | --------------- | -------- | -------- |
| 1    | Giulio Ciccone  | Trek     | 9h19'42" |
| 2    | Julien El Fares | Delko    | s.t.     |
| 3    | Thibaut Pinot   | Groupama | s.t.     |

### 3ª tappa
- 24 febbraio: La Londe-les-Maures > Monte Faron - 136 km

Risultati
| Pos. | Corridore     | Squadra  | Tempo    |
| ---- | ------------- | -------- | -------- |
| 1    | Thibaut Pinot | Groupama | 3h19'52" |
| 2    | Romain Bardet | AG2R     | a 3"     |
| 3    | Hugh Carthy   | EF       | a 5"     |

| Pos. | Corridore     | Squadra  | Tempo     |
| ---- | ------------- | -------- | --------- |
| 1    | Thibaut Pinot | Groupama | 12h39'44" |
| 2    | Romain Bardet | AG2R     | a 3"      |
| 3    | Hugh Carthy   | EF       | a 5"      |

## Classifiche finali

### Classifica generale
| Pos. | Corridore          | Squadra     | Tempo     |
| ---- | ------------------ | ----------- | --------- |
| 1    | Thibaut Pinot      | Groupama    | 12h39'44" |
| 2    | Romain Bardet      | AG2R        | a 3"      |
| 3    | Hugh Carthy        | EF          | a 5"      |
| 4    | Alexis Vuillermoz  | AG2R        | a 11"     |
| 5    | Nicolas Edet       | Cofidis     | a 13"     |
| 6    | Kilian Frankiny    | Groupama    | a 27"     |
| 7    | Julien El Fares    | Delko Mars. | a 51"     |
| 8    | Giulio Ciccone     | Trek        | a 1'14"   |
| 9    | Rudy Molard        | Groupama    | a 1'51"   |
| 10   | Mathias Le Turnier | Cofidis     | a 2'10"   |

### Classifica a punti - Maglia verde
| Pos. | Corridore         | Squadra     | Punti |
| ---- | ----------------- | ----------- | ----- |
| 1    | Thibaut Pinot     | Groupama    | 53    |
| 2    | Giulio Ciccone    | Trek        | 41    |
| 3    | Romain Bardet     | AG2R        | 39    |
| 4    | Julien El Fares   | Delko Mars. | 37    |
| 5    | Alexis Vuillermoz | AG2R        | 36    |

### Classifica scalatori - Maglia rossa
| Pos. | Corridore       | Squadra  | Punti |
| ---- | --------------- | -------- | ----- |
| 1    | Cyril Gautier   | Vital C. | 26    |
| 2    | Pierre Rolland  | Vital C. | 16    |
| 3    | Hugh Carthy     | EF       | 14    |
| 4    | Alexis Gougeard | AG2R     | 14    |
| 5    | Julien Bernard  | Trek     | 12    |

### Classifica giovani - Maglia bianca
| Pos. | Corridore          | Squadra  | Tempo     |
| ---- | ------------------ | -------- | --------- |
| 1    | Mathias Le Turnier | Cofidis  | 12h41'54" |
| 2    | Fernando Barceló   | Riwal    | a 1'46"   |
| 3    | Lucas Eriksson     | Cofidis  | a 3'56"   |
| 4    | Miguel Flórez      | Androni  | a 8'12"   |
| 5    | Tom Wirtgen        | Wallonie | a 8'33"   |

### Classifica a squadre
| Pos. | Squadra                     | Tempo      |
| ---- | --------------------------- | ---------- |
| 1    | Groupama-FDJ                | 382h01'33" |
| 2    | Cofidis                     | a 2'40"    |
| 3    | AG2R La Mondiale            | a 4'04"    |
| 4    | Trek-Segafredo              | a 11'09"   |
| 5    | Riwal Readynez Cycling Team | a 12'56"   |